# انتخابات در آلمان
انتخابات در آلمان (انگلیسی: Elections in Germany) عبارتند از انتخابات بوندستاگ (پارلمان فدرال)، و مناطق محلی.
در متمم چندین بخش از قانون اساسی آلمان دولت بر انتخابات نظارت دارد و الزامات قانون اساسی از جمله رای مخفی را تعیین می‌کند و ضروری است که همه انتخابات به شیوه‌ای آزاد و منصفانه اجرا شود.
یکی از متمم‌های قانون اساسی ماده ۳۸ است که در رابطه با انتخاب نمایندگان در بوندستاگ فدرال اشاره دارد. ماده ۳۸٫۲ از قانون پایه، ایجاد حق رای همگانی را الزام‌آور می‌کند: «هر کسی که به سن ۱۸ سالگی برسد باید حق رای داشته باشد» انتخابات فدرال آلمان برای تعیین همه اعضای بوندستاگ تشکیل می‌شود، همچنین در تعیین و انتخاب صدراعظم آلمان نقش دارد.